# Jean Rets
Jean Rets (né Jean-Baptiste Retserveldt le 6 décembre 1910 à Saint-Denis et mort le 21 juin 1998 à Liège) est un artiste peintre belge.

## Biographie
C'est en 1918 que l'artiste retourne en Belgique à Liège, ville dans laquelle il poursuit une année d'étude, qu'il n'achève pas, à l’académie des beaux-arts de Liège.
En 1944, il rejoint APIAW où il développe un style proche du cubisme inspiré par Georges Braque.
C'est dans les années 1950 que son style abstrait se développe de plus en plus. En 1951, il rencontre Victor Vasarely à Paris, cette rencontre décide du chemin qui va suivre : il se dirige vers une abstraction de plus en plus géométrique et stricte. Dès lors, les courbes de ses œuvres sont sans bavures et les couleurs sont traitées en aplats.
Léon Wuidar le définit comme : "Austère, abstrait et ludique, Jean Rets rythme les formes géométriques et les couleurs"[réf. nécessaire].
Les œuvres de Jean Rets sont strictes et d'une grande stabilité, mais il a su se renouveler d'œuvre en œuvre.

## Œuvres
- 1950 : un buste et une scène de carnaval huile sur panneau (collection privée)
- 1958 : composition, sur la façade de la Résidence César Franck (architecte Jean Poskin), quai de Rome, à Liège.
- 1958 : vitrail pour l'ancienne gare de Liège-Guillemins, (gare démolie en 2007).
- 1976 : mosaïque pour la station Arts-Loi (métro de Bruxelles)

## Expositions
- Jean Rets, Pol Bury, Fernand Carette, Jo Delahaut, Paul Van Hoeydonck, Guy Vandenbanden, Galerie Le Rouge et le Noir, Charleroi, avril 1957.